# Luci Postumi Albí (cònsol 234 i 229 aC)
Luci Postumi Albí (llatí: Lucius Postumius A. f. A. n. Albinus) va ser un magistrat romà, fill d'Aulus Postumi Albí (cònsol 242 aC). Formava part de la gens Postúmia, una de les més antigues famílies patrícies romanes. Va ser cònsol dues vegades, l'any 234 aC i el 229 aC.
Després de la Primera Guerra Púnica, la república romana va bolcar la seva activitat militar en intentar erradicar la pirateria que assolava el mar Adriàtic. Darrere d'aquests actes que feien perillar les rutes comercials dels romans hi havia la Reina Teuta, senyora d'Il·líria. Quan els romans van intentar entaular negociacions amb ella mitjançant la tramesa d'ambaixadors, Teuta va donar ordre de matar-los, i això va desembocar en la Primera Guerra Il·líria entre el 229 aC i el 228 aC. Durant la guerra, Luci Postumi Albí i Gneu Fulvi Centumal, al capdavant d'un exèrcit, van aconseguir vèncer els il·liris, van establir una gran part del territori com un protectorat romà i van coronar monarca a Demetri de Faros a fi que controlés la Reina Teuta.
L'any 216 aC va ser nomenat pretor i enviat a la Gàl·lia Cisalpina, i mentre era allí el van nomenar cònsol per tercera vegada pel 215 aC, càrrec que no va arribar a ocupar, ja que els bois van derrotar-lo al bosc de Litana, a la Gàl·lia Cisalpina, per on passava amb un exèrcit de 25.000 homes, i va morir en la batalla. Els bois li van tallar el cap, i després de revestir-lo d'or, el van dedicar als déus, utilitzant-lo com a vas sagrat o copa de crani.